# Banbar
| Tibetische Bezeichnung                    |
| ----------------------------------------- |
| Tibetische Schrift: དཔལ་འབར་རྫོང་           |
| Wylie-Transliteration: dpal ’bar rdzong   |
| Offizielle Transkription der VRCh: Banbar |
| THDL-Transkription: Pelbar                |
| Andere Schreibweisen: Palbar              |
| Chinesische Bezeichnung                   |
| Traditionell: 邊壩縣                      |
| Vereinfacht: 边坝县                       |
| Pinyin:Biānbà Xiàn                        |

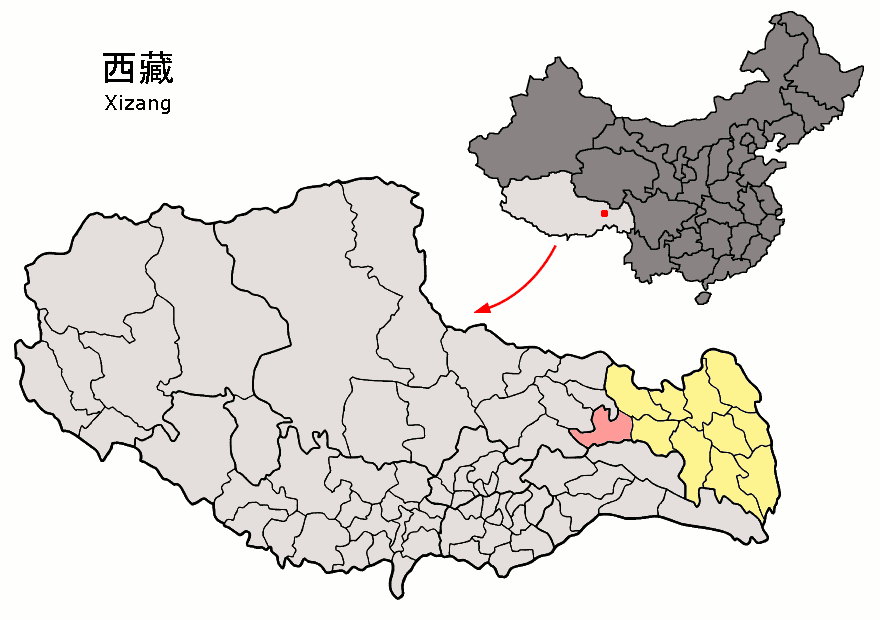
Lage des Kreises Banbar (rosa) in Qamdo

Der Kreis Banbar (Pelbar) gehört zum Verwaltungsgebiet der Stadt Qamdo im Osten des Autonomen Gebiets Tibet in der Volksrepublik China. Die Fläche beträgt 8.803 Quadratkilometer und die Einwohnerzahl 42.716 (Stand: Zensus 2020). 1999 zählte Banbar 29.337 Einwohner. Er liegt im Westen Qamdos.

## Administrative Gliederung
Auf Gemeindeebene setzt sich der Kreis aus zwei Großgemeinden und neun Gemeinden zusammen. Diese sind (Pinyin/chin.):
- Großgemeinde Caoka 草卡镇
- Großgemeinde Bianba 边坝镇

- Gemeinde Mawu 马武乡
- Gemeinde Reyu 热玉乡
- Gemeinde Nimu 尼木乡
- Gemeinde Shading 沙丁乡
- Gemeinde Jinling 金岭乡
- Gemeinde Jiagong 加贡乡
- Gemeinde Maxiu 马秀乡
- Gemeinde Duwa 都瓦乡
- Gemeinde Lazi 拉孜乡